# Камбелевци
Камбелевци е село в Западна България. То се намира в община Драгоман, Софийска област.

## Редовни събития
Съборът на Камбелевци и Табан се провежда на 14 август ежегодно.